# Серафим (Цудзиэ)
Митрополит Серафи́м (в миру Цудзиэ Нобору, яп. 辻永昇, в крещении Андрей; 23 марта 1951, Акита, Япония) — епископ Японской православной церкви Московского патриархата, с 28 сентября 2023 года — её предстоятель с титулом Высокопреосвященнейший архиепископ Токийский, митрополит всея Японии.

## Биография
В 1969 году поступил в Токийскую школу фотографии, которую окончил в 1973 году. Работал в рекламной компании.
В 1987 году принял Крещение с именем Андрей в честь апостола Андрея Первозванного. В 1987 году поступил в Токийскую Духовную семинарию, которую окончил в 1990 году.
5 ноября 1989 года епископом Филадельфийским и Восточно-Пенсильванским Германом (Свайко) был рукоположён во диакона целибатом, служил в Токийском Воскресенском соборе («Николай-до»).
18 августа 1991 года архиепископом Токийским, митрополитом всей Японии Феодосием (Нагасимой) рукоположён во иерея и назначен на работу в канцелярии митрополии, а также инспектором Токийской Духовной семинарии.
С августа 1993 года служил в Токийском Воскресенском соборе («Николай-до»).
14—15 июня 1999 года в Японии прошло совещание клира Японской Автономной Православной Церкви, на котором было решено представить Святейшему Патриарху и Священному Синоду трёх кандидатов, достойных к избранию и хиротонии в сан епископа для замещения вакантных епископских кафедр — вдовствующих протоиереев Кирилла Арихару и Иуду Нусиро и целибатного священника Андрея Цудзиэ.
11—12 июля в Токио состоялся внеочередной Поместный Собор Японской Автономной Православной Церкви, на котором в присутствии первого заместителя Председателя Отдела внешних церковных сношений архиепископа Калужского и Боровского Климента (Капалина) единогласно было решено всех трёх кандидатов, предложенных совещанием клира, представить Святейшему Патриарху и Священному Синоду Русской Православной Церкви.
В августе 1999 года избранные кандидаты были приглашены в Россию, где в течение месяца знакомились с жизнью Русской Православной Церкви, её епархий и монастырей.
20 августа того же года в Троицком соборе Свято-Троицкой Сергиевой Лавры пострижен в монашество с наречением имени Серафим в честь преподобного Серафима Саровского.
6 сентября 1999 года в Успенском соборе Московского Кремля патриархом Московским и всея Руси Алексием II возведён в сан игумена.
28 декабря того же года постановлением Священного Синода определён быть епископом Сендайским Японской Автономной Православной Церкви.
9 января 2000 года в Успенском соборе Московского Кремля патриархом Московским и всея Руси Алексием II возведён в сан архимандрита.
12 января в Крестовом храме Синодальной резиденции патриарха в Даниловом монастыре в Москве состоялось наречение, а 15 января в Троицком соборе Данилова монастыря в Москве за Божественной литургией — архиерейская хиротония, которую возглавил патриарх Московский и всея Руси Алексий II. Ему сослужили: митрополиты Минский и Слуцкий Филарет (Вахромеев), Крутицкий и Коломенский Ювеналий (Поярков), Смоленский и Калининградский Кирилл (Гундяев), Солнечногорский Сергий (Фомин), Волоколамский и Юрьевский Питирим (Нечаев), архиепископ Истринский Арсений (Епифанов), епископы Филиппопольский Нифон (Сайкали) (Антиохийский Патриархат), Бронницкий Тихон (Емельянов), Орехово-Зуевский Алексий (Фролов), Киотоский Даниил (Нусиро).
Как представитель Японской Церкви, неоднократно посещал Россию. С докладом о Японской Автономной Православной Церкви принял участие в Международной научно-практической конференции «Христианство на Дальнем Востоке», проходившей с 19 по 21 сентября 2006 года в Хабаровске.
Является исследователем распространения Православия на Дальнем Востоке. Многочисленные статьи владыки, посвящённые истории Японской Церкви, публикуются в официальном журнале Церкви «Православный Вестник» («Сэйкёо Дзихоо»), редкие материалы, обнаруженные им, способствуют возрождению Китайской Православной Церкви.
Районы, входящие в пределы Сендайской епархии, в наибольшей степени пострадали от разрушительного землетрясения и цунами, обрушившегося на северо-восток Японии 11 марта 2011 года. Сам епископ Серафим не пострадал.
8 июля 2012 года по решению Собора Японской Православной Церкви был возведён в достоинство архиепископа.
16 апреля 2016 года решением Священного Синода включён в состав делегации Русской православной церкви для участия в Всеправославном Соборе, однако 13 июня того же года Русская православная церковь отказалась от участия в соборе.
11 августа 2023 года в связи с кончиной митрополита Токийского и всей Японии Даниила местоблюстителем митрополичьего престола Японской Автономной Православной Церкви в соответствии с уставом данной Церкви был избран архиепископ Серафим.
28 сентября 2023 года на внеочередном Соборе Японской православной церкви был избран архиепископом Токийским, митрополитом всея Японии, в тот же день избрание было утверждено патриархом Московским и всея Руси Кириллом. Интронизация состоялась 22 октября 2023 года.

## Награды
1 февраля 2011 года по случаю второй годовщины интронизации Святейшего Патриарха Кирилла награждён орденом благоверного князя Даниила Московского II степени в связи с 60-летием со дня рождения.
16 сентября 2012 года во время визита в Японию Патриарха Московского и всея Руси Кирилла награждён Орденом святителя Николая Японского.
1 февраля 2015 года шестую годовщину интронизации Патриарха Московского и всея Руси Кирилла, в Кафедральном соборном Храме Христа был награждён патриаршей панагией «за усердные архипастырские труды и в связи с 15-летием архиерейской хиротонии».

## Сочинения
- 『東京復活大聖堂は建てられた時』東京：正教時報社(«Тоокёо фуккацу дайсэйдоо ва татэрарэта токи» («Когда строился Токийский Воскресенский собор»), Токио: Изд-во «Православный вестник»)、2002。
- 教会史編集委員会（主教セラフィム（辻永）、司祭クリメント児玉慎一、司祭ワシリイ加藤国枝、執事長アキラ笹川晧、ルカ熊谷憲一、ニコライ高橋文彦）編『仙台ハリストス正教会史』仙台：仙台ハリストス正教会(Комитет по составлению истории церкви (Еп. Серафим (Цудзиэ), Иерей Климент Кодама Синъити, Иерей Василий Катоо Куниэ, Глав. староста Акила Сасагава Акира, Лука Кумагай Кэнъити, Николай Такахаси Фумихико), «Сэндай Харисутосу Сэйкёокай-си» («История Сэндайской Христовой Церкви»), Сэндай: Сэндайская православная церковь)、2004。
- 「セルギイ府主教の死亡広告」『正教時報』(«Серугии-фусюкёо но сибоо хоококу» («Сообщения о кончине митрополита Сергия»), «Православный вестник»)1397号（2007・02・20）16-19。
- 「「教会報知」から「正教新報」そして「正教時報」へ」『正教時報』(«„Кёокай хооти“ кара „Сэйкёо симпоо“ соситэ „Сэёкёо дзихоо“ э» («От „Церковных ведомостей“ к „Православным новостям“ и „Православному вестнику“»), «Православный вестник»)1399号（2007・04・20）12-14；1400号（2007・05・20）15-17；1401号（2007・06・20）10-13。
- 「ＧＡＲＦ所蔵文書とセルギイ府主教の手紙」『正教時報』(«ГАРФ сёдзоо бунсё то Серугии-фусюкёо но тэгами» («Коллекция ГАРФ и письма митрополита Сергия»), «Православный вестник»)1403号（2007・08・20）16-19。
- 「セルギイ府主教の晩年 世田谷区太子堂町４５５番地」『正教時報』(«Серугии-фусюкёо но баннэн — Сэтагая-ку Тайсидоо-мати 455 банти» («Последние годы митрополита Сергия — район Сэтагая, квартал Тайсидоо, № 455»), «Православный вестник»)1407号（2007・12・20）16-19；1408号（2008・01・20）14-15；1410号（2008・03・20）14-17。
- 「聖ニコライとセルギイ府主教」『正教時報』(«Сэй-Никорай то Серугии-фусюкёо» («Святой Николай и митрополит Сергий»), «Православный вестник»)1413号（2008・06・20）14-17；1414号（2008・07・20）12-15；1415号（2008・08・20）16-19；1416号（2008・09・20）14-17；1417号（2008・10・20）14-17；1418号（2008・11・20）14-19；1419号（2008・12・20）16-19；1421号（2009・02・20）10-13；1422号（2009・03・20）16-19；1423号（2009・04・20）12-17；1424号（2009・05・20）12-17；1425号（2009・06・20）14-19；1426号（2009・07・20）16-21；1427号（2009・08・20）14-17；1428号（2009・09・20）16-21；1429号（2009・10・20）14-19；1430号（2009・11・20）16-21；1431号（2009・12・20）16-21；1432号（2010・01・20）10-15；1433号（2010・02・20）16-21；1434号（2010・03・20）16-21。